# Stadio San Marco
Lo stadio San Marco era un impianto sportivo di Castellammare di Stabia. Nello stadio venivano disputati gli incontri interni calcistici della Juve Stabia.

## Storia
Lo stadio San Marco è stato uno dei primi impianti di calcio di Castellammare. L'impianto venne costruito negli anni 20 dal Cav. Apuzzo. e distrutto dal terremoto del 1980: nel 1985 venne sostituito dal nuovo stadio Romeo Menti.